# Ernst Haberland
Ernst Haberland (* 3. Dezember 1903 in Essen; † 26. November 1992 in Berlin) war ein deutscher Funktionär der Kommunistischen Partei Deutschlands (KPD), Widerstandskämpfer gegen den Nationalsozialismus und späterer Oberst der Nationalen Volksarmee (NVA) der Deutschen Demokratischen Republik (DDR).

## Leben

### KPD-Funktionär und Widerstandskämpfer gegen den Nationalsozialismus
Haberland, Sohn eines Drehers, besuchte von 1909 bis 1914 die Volksschule in Utrecht, dann bis 1918 in Essen. 1919 begann er eine Ausbildung zum Dreher.
1922 wurde Haberland Mitglied der Kommunistischen Jugend Deutschlands (ab 1925 Kommunistischer Jugendverband Deutschlands (KJVD)). In dieser Zeit war er auch Mitglied einer Gruppe der Kommunistischen Arbeiterjugend (KAJ) um Karl Plättner. Wegen seiner Zugehörigkeit wurde er 1922 zu 21 Monaten Gefängnis verurteilt. Nach seiner Entlassung setzte er die illegale politische Arbeit fort und wurde 1924 zu acht Jahren Zuchthaus verurteilt. 1928 kam er aufgrund einer Amnestie frei. Im selben Jahr wurde er Mitglied der KPD und im paramilitärischen Rotfrontkämpferbund (RFB).
1928 bis 1933 war Haberland Leiter des RFB in Dinslaken, später des illegalen RFB-Gaus Ruhrgebiet und Mitarbeiter des illegalen Nachrichtendienstes der KPD, des Antimilitärischen Apparats. 1933/34 war er Leiter des KPD-Unterbezirks Ruhrgebiet und Mitglied der KPD-Bezirksleitung Ruhrgebiet.
Nach der Machtübernahme der Nationalsozialisten und dem Verbot kommunistischer Betätigung wurde Haberland im März 1934 verhaftet und vom Volksgerichtshof wegen „Vorbereitung zum Hochverrat“ zu drei Jahren Zuchthaus verurteilt. Er wurde im Konzentrationslager Buchenwald interniert und auch nach Ablauf der Haftstrafe nicht entlassen. Im KZ Buchenwald gehörte er dem illegalen Internationalen Lagerkomitee an und war Anfang April 1945 maßgeblich an dem bewaffneten Aufstand der Häftlinge beteiligt, der zur Befreiung des Lagers am 11. April 1945 durch amerikanische Truppen beitrug. Die Häftlinge hatten noch vor dem Eintreffen der US-Truppen die Wachleute entwaffnet und die Wachtürme besetzt.

### KPD-Funktionär in der frühen Bundesrepublik
Nach dem Ende des Zweiten Weltkriegs kehrte Haberland nach Essen zurück und war bis 1946 Geschäftsführer der KPD-Bezirksleitung. 1946/47 gehörte er der Landesleitung der KPD in Nordrhein-Westfalen an und war Mitglied des Landesvorstands mit dem Fachbereich Wirtschaft. 1947/48 war er Redakteur des KPD-Zentralorgans Freies Volk und wurde dann Leiter der Personalabteilung der KPD-Landesleitung in Düsseldorf.
1948/49 war Haberland für die sogenannte Parteiaufklärung tätig und mit geheimdienstlichen Aufgaben betraut. Er wurde unter dem Decknamen Bern Führungsoffizier des Politikers Lothar Weirauch, der später Bundesgeschäftsführer der Freien Demokratischen Partei (FDP) und Ministerialbeamter im Bundesministerium der Verteidigung, später im Ministerium für Gesamtdeutsche Fragen wurde. 1949/50 war Haberland Verlagsleiter der Neuen Volkszeitung in Herne und von 1950 bis 1952 erneut Resident der Parteiaufklärung. 1952 siedelte er in die DDR über.

### Offizier der NVA
1952 wurde Haberland 1. Sekretär der Gesellschaft für Sport und Technik (GST) in Halle. 1959 wurde er Chefredakteur der GST-Zeitschrift Das Banner, später Sport und Technik. Von 1955 bis 1957 gehörte er dem Zentralvorstand der GST an.
1957 ging Haberland zum Ministerium für Nationale Verteidigung der DDR (MfNV) und wurde dort Leiter der Abteilung für Ausbildung. Ab 1959 war er zugleich Leiter der Verwaltung 15 des MfNV, zuständig für „Partisaneneinsätze“ in der Bundesrepublik. Ab Juli 1962 war er am Aufbau des 1. Fallschirmjägerbataillons der DDR beteiligt. 1963 wurde er zum Oberst der NVA befördert. Im selben Jahr wurde er, als Nachfolger von Otto Schwab, Direktor des Armeemuseums im Marmorpalais in Potsdam. Im September 1966 ging er in den Ruhestand.

## Ehrungen
- 1958 Medaille für Kämpfer gegen den Faschismus (DDR)
- 1963 Banner der Arbeit (DDR)
- 1973 Vaterländischer Verdienstorden (DDR)
- 1978 Karl-Marx-Orden (DDR)
- 1983 Ehrenspange zum Vaterländischen Verdienstorden (DDR)
- Verdienstmedaille der NVA in Gold (DDR)
- Medaille für Teilnahme an den bewaffneten Kämpfen der deutschen Arbeiterklasse in den Jahren 1918–1923 (DDR)

## Schriften (Auswahl)
- Soldaten des Volkes, Deutscher Militärverlag, Berlin 1966, ISBN 978-3-92211-418-5.
- Der Pelerinenmann. Erinnerungen an die Selbstbefreiung der Häftlinge von Buchenwald, Berlin 1981, Neuauflage Ahriman, Freiburg 2023, ISBN 978-3-89484-557-5.